# Albeștii de Argeș
Pour les articles homonymes, voir Albeștii.
Albeștii de Argeș est une commune du județ d'Argeș en Roumanie.

## Démographie
Lors du recensement de 2011, 96,53 % de la population se déclarent comme roumains (3 % ne déclarent pas d'appartenance ethnique et 0,45 % déclarent appartenir à une autre ethnie).
En 2011, la répartition des groupes confessionnels se présente comme suit :
- Orthodoxes (96,09 %)
- Inconnue (3 %)
- Autre (0,89 %)

## Politique
| Parti | Parti                                      | Sièges |
| ----- | ------------------------------------------ | ------ |
|       | Parti social-démocrate (PSD)               | 6      |
|       | Parti national libéral (PNL)               | 6      |
|       | Alliance des libéraux et démocrates (ALDE) | 2      |
|       | Parti Mouvement populaire (PMP)            | 1      |